# Acordulecerinae
Acordulecerinae – podrodzina błonkówek z rodziny Pergidae.

## Zasięg występowania
Przedstawiciele tej podrodziny występują głównie w krainie neotropikalnej, a także nearktycznej, oraz australijskiej.

## Systematyka
Do Acordulecerinae zalicza się 116 gatunków zgrupowanych w 16 rodzajach:

- Acordulecera
- Acorduloceridea
- Anathulea
- Busalus
- Caloperga
- Ceratoperia
- Corynophilus
- Enjijus
- Giladeus
- Krausius
- Leptoperga
- Phylacteophaga
- Quetutus
- Sutwanus
- Tequus
- Truqus